# Palazzo Pascale-Scarli

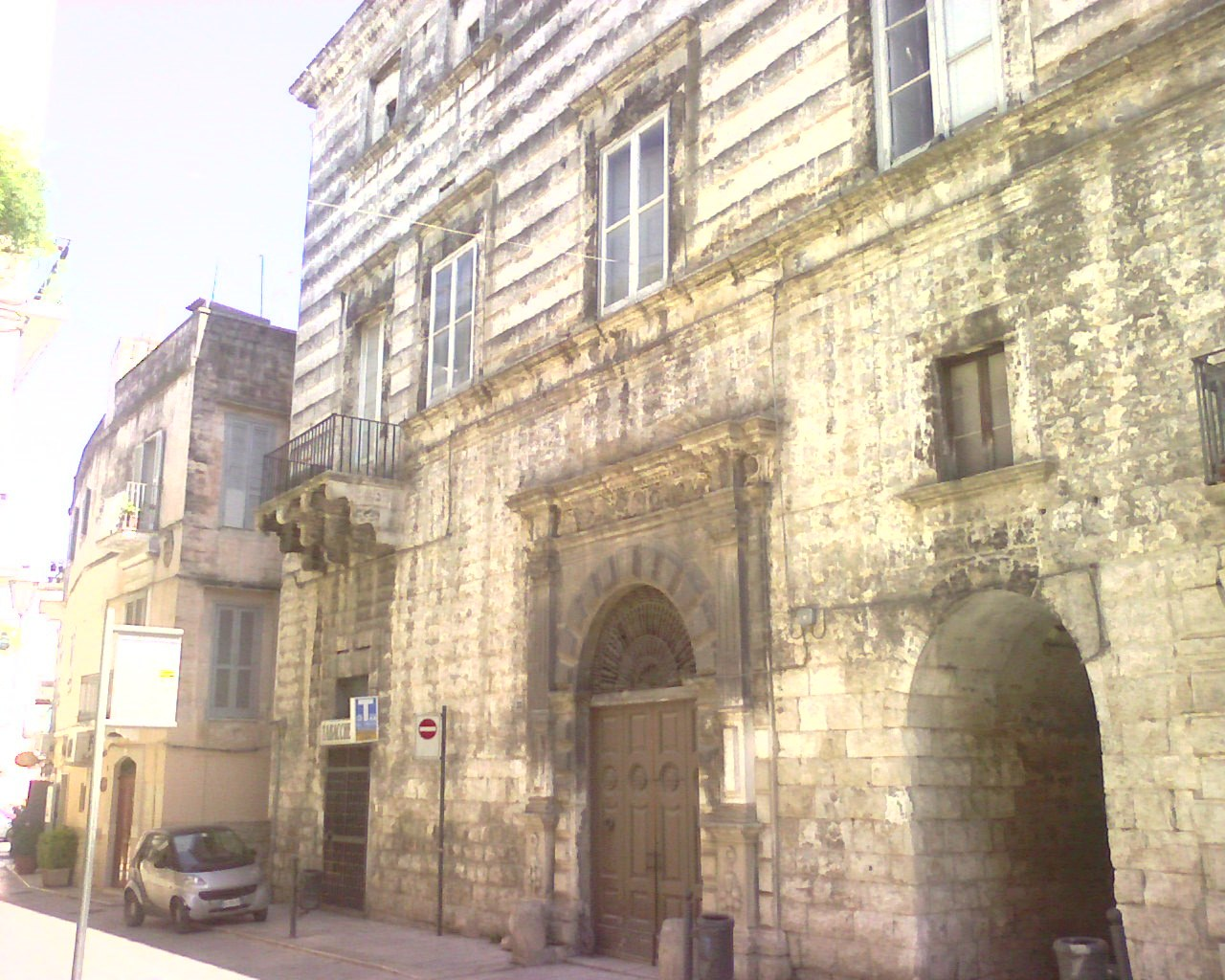
La facciata del palazzo Pascale-Scarli, in stile tardo rinascimentale

Palazzo Pascale-Scarli è un palazzo storico di Modugno (BA) che si erge nella centralissima piazza del Popolo.

## Storia
È stato costruito tra il 1550 e il 1650 sul suolo concesso dal Consiglio municipale a Vito Pascale, che attraverso i suoi servigi agli Sforza e agli Aragona aveva fatto ottenere a Modugno diverse onorificenze e privilegi. 
Il palazzo fu venduto dai Pascale nel 1618 al nobile Giovanni Belantino Scarle, che lo completò e lo rinnovò.

## Caratteristiche
L'edificio si sviluppa su tre livelli ed è in stile tardo rinascimentale. La facciata, al primo piano è caratterizzata da un bugnato in pietra calcarea, mentre i piani superiori sono in tufo.
Lo stile architettonico è fortemente influenzato dal Rinascimento “umbratile” che unisce apporti e suggestioni attinte dall’area dalmata e dall’Italia centrosettentrionale. In particolare, in questo edificio si riscontra l’adozione di modelli toscani comparabili a quelli dell'architetto fiorentino Bartolomeo Berecci. Tale influenza è spiegata dal fatto che sia il primo proprietario del palazzo, Vito Pascale, sia l'architetto fiorentino erano al servizio del re di Polonia Sigismondo I.
```
 Università degli Studi di Bari, 
Quaderni di Atenei n.9
 (
PDF
), Bari, Servizio Editoriale Universitario, 2005,  p.
 
44.
```

L'ingresso è distinto da un largo bugnato ornato da capitelli ionici e bassorilievi. L'ampio atrio interno segue lo stile della facciata e mostra elementi della preesistente stalla. Infatti, il palazzo aveva al proprio interno anche un piccolo trappeto (frantoio) delle cisterne e dei magazzini per alimenti e merci.

## Famiglia Pascale
La famiglia Pascale è di origine spagnola e acquisì notevole importanza a Modugno nel periodo in cui la città era ducato sforzesco. Vito Pascale, vissuto agli inizi del Cinquecento, era primicerio del Capitolo di Modugno, cioè un sacerdote con compiti di controllo. Era un uomo colto e stimato dalla duchessa Isabella d'Aragona. Divenne segretario presso la corte della regina Bona Sforza (nel 1561 fa parte della corte della regina in Polonia) e poi cancelliere del re Sigismondo II. Sempre in Polonia, fu parroco della chiesa di Vilma e canonico di Cracovia. Tornò a Modugno, per problemi di salute, nel 1561, e fu accolto con molti onori alla cittadinanza.
Giovanni Maria Pascale visse tra il XVI e il XVII secolo. Fu un sacerdote che favorì l'arrivo a Modugno della comunità di cappuccini e di quella dei benedettini, favorendo la costruzione del convento dell’Immacolata, fuori le mura cittadine, e del convento di Santa Croce per le monache benedettine.

## Famiglia Scarli
La famiglia Scarli è originaria di Novara e si trasferì a Modugno tra il 1524 e il 1557. Venne iscritta al Sedile dei Nobili di Modugno il 15 agosto 1569. Successivamente la famiglia si trasferì a Fasano. Lo stemma familiare raffigura una porta di città ed è presente sul secondo pilastro della scalone d'onore e sul secondo piano di questo palazzo, e sulla balaustra di palazzo Scarli, in piazza Sedile. Tra i personaggi illustri di questa famiglia si ricorda un notaio, Berardino, che visse nella seconda metà del XVI secolo. Giuseppe Scarli, nipote di Berardino, fu un sindaco di Modugno dal 1762 al 1764 e dal 1779 al 1781.